# Caraúbas (kommun i Brasilien, Rio Grande do Norte, lat -5,87, long -37,57)
Caraúbas är en kommun i Brasilien.   Den ligger i delstaten Rio Grande do Norte, i den östra delen av landet, 1 600 km nordost om huvudstaden Brasília. Antalet invånare är 19 582.
Följande samhällen finns i Caraúbas:
- Caraúbas

Omgivningarna runt Caraúbas är huvudsakligen savann. Runt Caraúbas är det glesbefolkat, med 16 invånare per kvadratkilometer.